# Sauve qui peut (la vie)
Sauve qui peut (la vie) és una pel·lícula suïssa dirigida per Jean-Luc Godard el 1980.

## Argument
Les angoixes i aspiracions d'homes i dones de cara a una societat que els matxaca.
Aquesta pel·lícula s'organitza com una partitura musical composta de quatre moviments:

L'imaginari: Després d'una ruptura amb Paul, Denise marxa al camp. 

La por: Paul tem la solitud. 

El comerç: Isabelle ensenya a la seva germana l'ofici de prostituta. 

La música: Després d'un accident, Paul mor i Denise no el veu.

## Repartiment
- Isabelle Huppert: Isabelle Rivière
- Jacques Dutronc: Paul Godard
- Nathalie Baye: Denise Rimbaud
- Roland Amstutz: el segon client
- Cécile Tanner: Cécile

## Premis i nominacions

### Premis
- Premi César a la millor actriu secundària femenina 1981 per Nathalie Baye

### Nominacions
- Palma d'Or al Festival Internacional de Cinema de Cannes1980 per Jean-Luc Godard
- Premi César al millor director per Jean-Luc Godard
- Premi César a la millor pel·lícula